# Kirowez K-703
Der Kirowez K-703 (russisch Кировец К-703) ist ein schwerer sowjetischer beziehungsweise später russischer Traktor. Das Fahrzeug mit Knicklenkung und Allradantrieb wird vom Kirowwerk in Sankt Petersburg produziert und dient heute als Basis für diverse Bau- und Forstmaschinen.

## Fahrzeugbeschreibung

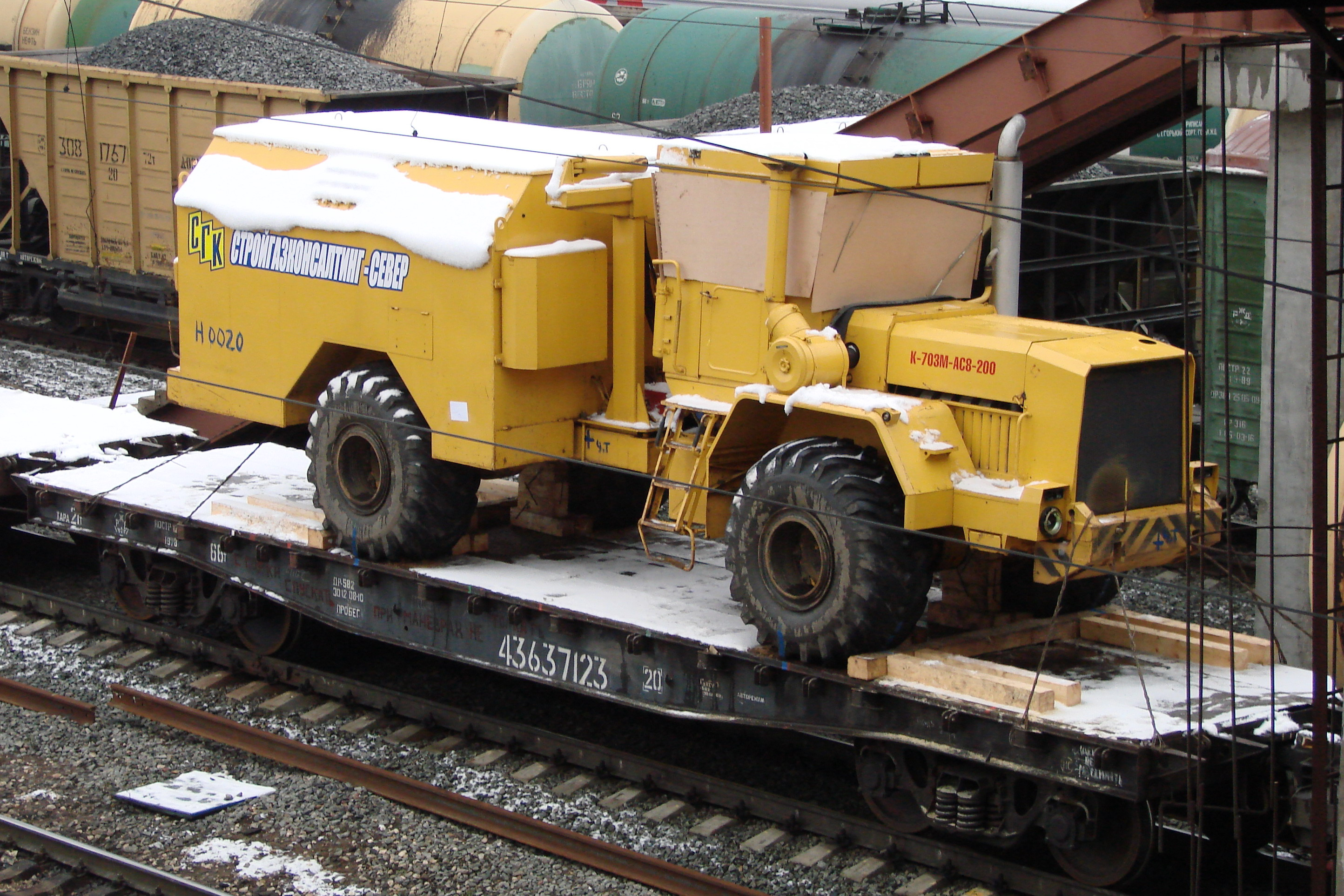
Mobile Schweißstation auf Basis des K-703 beim Abtransport via Eisenbahn (2009)

Die Produktion des Kirowez K-703 mit damals 235 PS (173 kW) begann 1979. Die heute am Fahrzeug verwendete Karosserie und Kabine wurden zuerst 1985 beim Kirowez K-701M eingesetzt, früher gebaute Exemplare verwenden Teile des Kirowez K-700A beziehungsweise Kirowez K-701. Das Fahrzeug, ursprünglich gedacht als Basis für verschiedene schwere Forstmaschinen, nutzt einen ähnlichen Achtzylinder-Dieselmotor aus der Fertigung des Jaroslawski Motorny Sawods und ein ähnliches Getriebe.
Mit Stand März 2016 wird das Modell vom Hersteller als Raddozer in verschiedenen Größen, Radlader mit Planierschild, Schneefräse, mobile Schweißwerkstatt und als Spezialgerät zum Setzen von Strommasten angeboten. Es kommen bei verschiedenen Fahrzeugen auch Motoren des Typs TMZ-8481.10 zum Einsatz. Dabei handelt es sich ebenfalls um Achtzylinder-Viertakt-Dieselmotoren, jedoch mit einer Leistung von 350 PS (257 kW), einem Hubraum von 17,24 Litern und einem Drehmoment von 1570 Nm.

## Technische Daten
Stellvertretend für das Modell Kirowez K-703MA-DM15 (russisch Кировец К-703МА-ДМ15), eine Version als Raddozer.
- Motor: Achtzylinder-Viertakt-Dieselmotor
- Motortyp: JaMZ-238ND4
- Leistung: 250 PS (184 kW)
- Hubraum: 14.860 cm³
- Bohrung: 130 mm
- Hub: 140 mm
- Drehmoment: 1108 Nm
- Tankinhalt: 2×320 l
- Getriebe: mechanisch, 16 Vorwärtsgänge, 8 Rückwärtsgänge
- Höchstgeschwindigkeit: 30 km/h vorwärts, 23 km/h rückwärts
- Antriebsformel: 4×4

Abmessungen und Gewichte
- Länge: 9000 mm
- Breite: 4515 mm mit Schiebeschild
- Höhe: 3735 mm
- Radstand: 3750 mm
- Spurweite vorne und hinten: 2255 mm
- Bodenfreiheit: 440 mm
- Gewicht, betriebsbereit: 17.000 kg
- Bereifung (rundum): 28,1-25"